# خانه آبشار
خانهٔ آبشار یا فالینگ‌واتر (به انگلیسی: Fallingwater) که به آن «اقامتگاه کافمن» نیز گفته می‌شود، خانه‌ای است که معمار معروف آمریکایی، فرانک لوید رایت، در سال ۱۹۳۵ در پنسیلوانیای آمریکا طراحی کرده‌است و جز یکی از برترین آثار معماری قرن بیستم به‌شمار می‌رود.
این خانه در نزدیکی شهر پیتسبورگ و به سبک «معماری اُرگانیک» ساخته شده‌است.
محاسبات فنی این بنا را ویلیام وسلی پیترز انجام داد.
فرانک لوید رایت همه چیز را در ذهن خود طراحی می‌کرد و از ترسیمات تنها برای ثبت تصوراتش استفاده می‌نمود؛ بنابراین در سپتامبر ۱۹۳۵ از بازدید کافرمای طرح ادگار جی کافمن از اسکیس‌های خانهٔ آبشار در دفتر کارش نگران نشد. با وجود اینکه هیچ نقشه‌ای وجود نداشت، رایت بی هیچ تردیدی پشت میز نقشه‌کشی خود نشست و یک پلان مختلط، یک مقطع و یک نما کشید که همه‌چیز در آن‌ها حل شده بود. هنگامی که کافمن از راه رسید و این نقشه‌ها را دید هیجان‌زده شد. پس از آن روز، علی‌رغم مشکلات تکنیکی شدید و خرج‌های سرسام‌آور، کافمن مصمم به انجام این پروژه باقی ماند. خانه آبشار به منبع الهامی برای بقیه زندگی او تبدیل شده بود.

## ویژگی‌ها
۱. حداقل دخالت در محیط طبیعی
۲. تلفیق حجم ساختمان با محیط طبیعی به گونه‌ای که هر یک مکمل دیگری باشد
۳. ایجاد فضاهای خارجی میان ساختمان و محیط طبیعی
۴. تلفیق فضای داخل با خارج
۵. نصب پنجره‌های سرتاسری و از میان بردن گوشه‌های اتاق
۶. استفاده از مصالح محیط طبیعی مانند صخره‌ها و گیاهان چه در داخل و چه در خارج بنا
۷. نمایش مصالح به همان گونه که هست، چه سنگ باشد چه چوب یا آجر
۸. استمرار نمایش مصالح از داخل به خارج نما
خانهٔ آبشاری یا درخت کاج همان خانه‌ای است که توسط معمار سرشناس فرانک لیود رایت در سال ۱۹۳۵ در یکی از روستاهای جنوب‌غربی پنسیلوانیا (۴۳ مایلی (یا ۶۹ کیلومتری) جنوبی‌ترین منطقهٔ پیترز برگ طراحی شد. بخشی از این خانه با عنوان زیباترین طرح روی قسمتی از آبشار رود بیرران در بخش میل ران از شهرستان استی وارت، استان فیات پنسیلوانیا در،های نیز لورل از ناحیهٔ هیلدز کوهستانی آلیجنی در زمان کمی پس از ارائهٔ طرح مذکور توسط رایت ساخته شد که در بین لیست اسامی زندگی بخش اسمیت سونیان که از ۲۸ مکان تشکیل شده تحت عنوان «۲۸ جای دیدنی پیش از مرگ» قرارگرفته و ارائهٔ این طرح در سال ۱۹۶۶ میلادی خود یک رویداد مشهور و تاریخی ملی می‌باشد. در سال ۱۹۹۱، اعضای مؤسسهٔ معماری آمریکا به این طرح نام بهترین کار تمام وقت معماری آمریکایی را دادند؛ و نیز در سال ۲۰۰۷ طبق AIA (American’s Favorite Architecture) 29 ردیف در فهرست برگزیدهٔ معماری آمریکا و به‌طور مخفیانه‌ای شکل گرفت.

## تاریخچه

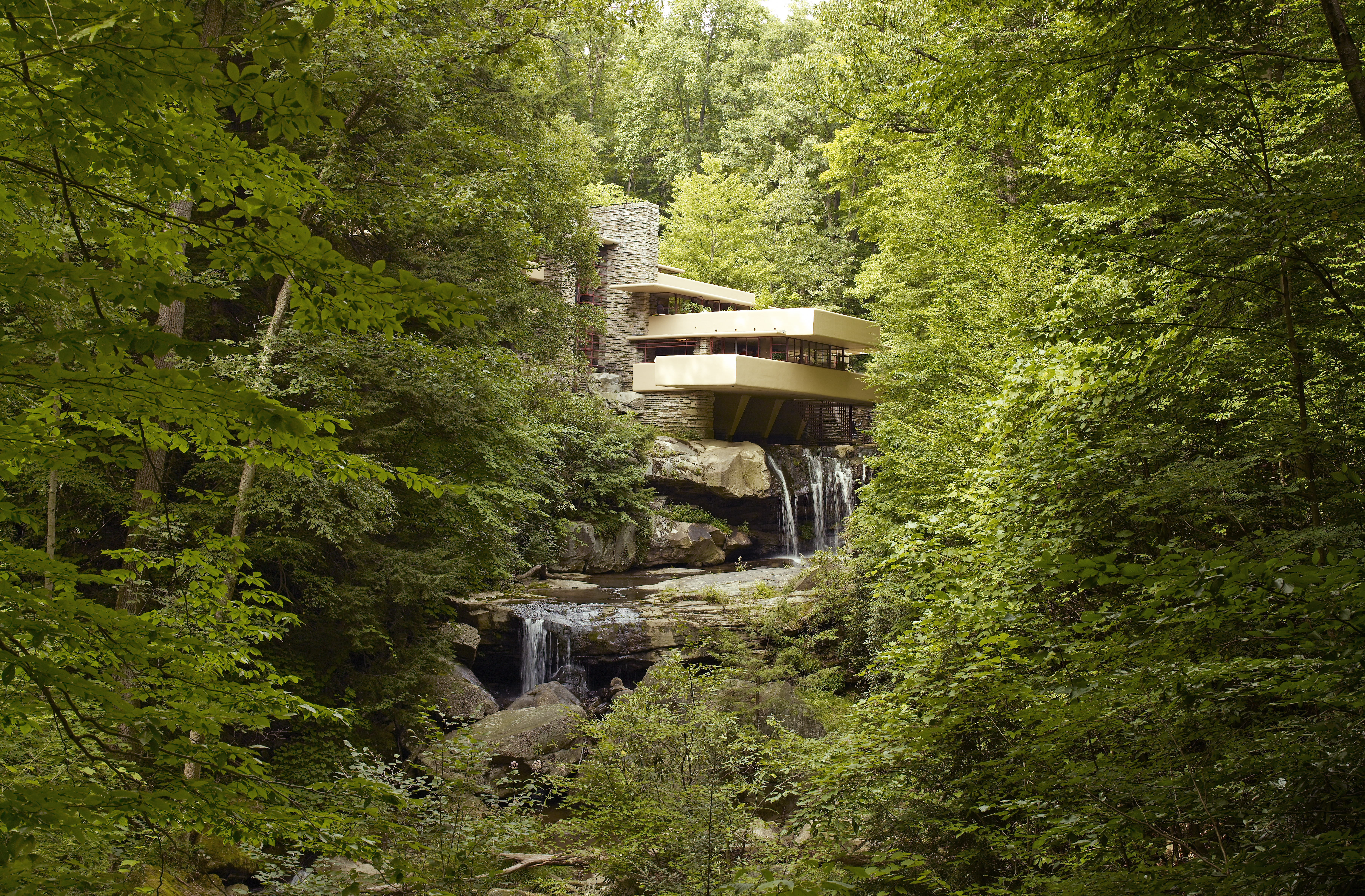
خانهٔ آبشار دیده شده از بیر ران.

بازسازی تاریخچهٔ خانهٔ آبشاری در ۶۷ سالگی‌اش این فرصت را برای فرانک لیود رایت ایجاد کرد که با طراحی‌ها و ساختارهایش از ۳ ساختمان در بناهای معماری دوباره ظهور کند. سه کار اصلی وی از اواخر دههٔ ۱۹۳۰ با نام‌های: خانهٔ آبشاری، ساختمان مومی شکل جانسون درراسین، ویس کانسین و خانهٔ هربرت جکوبس در مادیسون (ویسکانسین) دوباره او را به اوج شکوفایی در جامعهٔ معماری برگرداند. فرضیهٔ خانهٔ آبشاری یکی از معروف‌ترین فرضیات معماری است که توسط ادگارکافمن بزرگ (یکی از موفق‌ترین مردان تاجر و رئیس فروشگاه بزرگ کافمن) اجرا شد. پسرش بنام ادگار کافمن کوچک به‌طور مختصری به مطالعهٔ معماری تحت نظر رایت پرداخت و بدین ترتیب ادگار بزرگ با کمک رایت و پسر خود موفق شد تا هزینه‌ای معادل با ساخت خانه‌ای در ۱۲ متر مربع را در این پروژه سرماگذاری کند.
این مدل در ابتدا در شرح هنرهای صنعتی در چارچوب مرکز راک فلر و در پانزدهم آوریل سال ۱۹۳۵ ارائه شد. پس از شرح و توصیف متشابه دیگری در نیویورک، کافمن بزرگ ترتیبی داد تا مدل نمایشی را در پیترزبرگ و با عنوان توصیفی «خانه‌های جدید به جای خانه‌های قدیمی» بسازد؛ که این مدل توسط دولت فدرال ایجاد مسکن مورد حمایت قرار گرفت. این مدل در هجدهم ژانویه برای یازدهمین طبقه از فروشگاه کافمن اجرا شد.
کافمن در «لاتورله» یک ملک لوکس فرانسوی زندگی می‌کرد که این ملک توسط معمار سبک معروف پیترزبرگ بنام بنوجانسن (۱۹۶۴–۱۸۷۴) در حومه بسیار مجلل و شیک فوکس چاپل در سال ۱۹۲۳ برای ارگار. جی. کافمن طراحی شد. رایت در سه شنبه هجدهم دسامبر از بیرران دیدن کرد و کافمن‌ها و رایت از رفع خستگی در لاتورله بسیار لذت بردند. آن لحظه که رایت (یعنی همان کسی که برای اغوای بالقوه یک مشتری هیچ فرصتی را از دست نمی‌داد) با این لحن که کافمن مسن از فاصله دور قادر به شنیدن صدایش باشد به ادگار کوچک گفت: «ادگار این خانه شایستهٔ والدین تو نیست.» نظر کافمن را به مدلی با ارزش معطوف کرد. خود شخص کافمن مالک ملکی خارج از پیترزبرگ بود که دارای یک آبشار و تعدادی کلبه (همانند کلبه‌هایی که در مناطق روستایی استفاده می‌شوند) بود. وقتی‌که کلبه‌های مذکور خراب شدند، آقای کافمن با رایت تماس گرفت. در هجدهم دسامبر سال ۱۹۳۴ رایت دوباره از بیرران دیدن کرد و بدین ترتیب تقاضای نقشه‌برداری از نواحی اطراف آبشار را داد.
یکی از این نقشه‌برداری‌ها توسط شرکت مهندسی فیاب از شهر تاون پنسیلوانیا صورت گرفت که کار اصلی آن‌ها اندازه‌گیری تمامی سنگ‌ریزه‌ها، درختان و تهیهٔ نقشهٔ مکان‌نگاری را در بر می‌گرفت و در مارس سال ۱۹۳۵ گزارش کامل کار آن‌ها به رایت ابلاغ شد.
طبق گزارش‌ها شاگردان رایت در تالسین که کافمن بزرگ در ۲۲ سپتامبر در میلواکی بود، یعنی ۹ماه پس از اولین ملاقاتشان، و در صبح زود یکشنبه رایت را به خانه‌اش دعوت کرد تا با این خبر که قبل از صرف نهار تمایل به دیدن وی دارد، رایت را غافلگیر کند. او نمی‌توانست بیش از این منتظر بماند تا برنامه‌های رایت را ببیند.
رایت در آن گفت‌وگوی اول صبح به کافمن گفت که در حال کار روی برنامه‌ها می‌باشد، اما در واقع هنوز هیچ طرحی ندارد. بعد از صرف صبحانه آنروز، رایت در میان گروهی از شاگردان بسیار عصبی اش، در کمال خونسردی و آرامش ظرف ۲ ساعت الگوهایی را ترسیم کرد و بدین ترتیب باعث شد کافمن به طرف تالسین حرکت کند؛ و درست در این زمان بود که کافمن برای اولین بار دانست که رایت قصد دارد به جای ساختن خانه زیر آبشار آنراروی آبشار بسازد، تا منظره یک آبشار کوچک را همان‌طور که او انتظار داشت را ایجاد کند.
باید به این نکته اشاره کرد که کافمن در ابتدا پس از اینکه از طرح رایت برای ساخت خانه‌اش بالای آبشار آگاه شد شدیداً ناراحت گشت. وی خانه‌ای را می‌خواست و مدنظر داشت که در حاشیهٔ جنوبی رودخانهٔ بیرران قرار بگیرد که از آنجا بتوان مستقیماً منظره آبشار را دید. او به رایت گفت که جنبه مورد علاقه‌اش به منظرهٔ رودخانهٔ بیرران برمیگردد.

## طراحی و ساختمان‌سازی

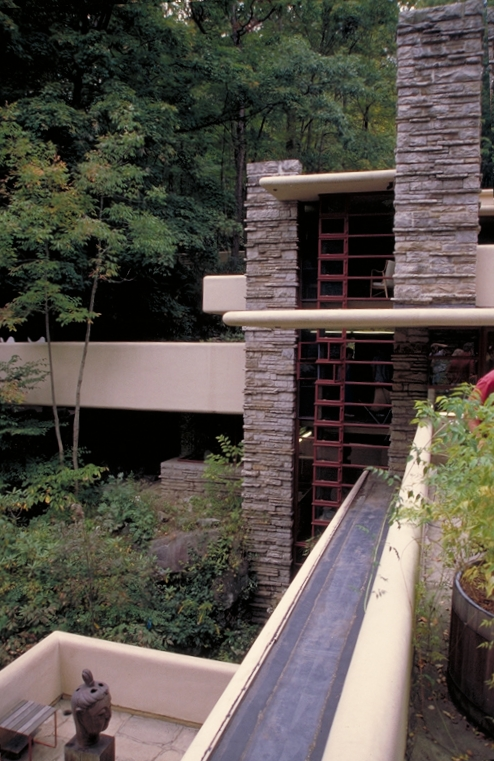
خطوط افقی و عمودی قوی از ویژگی‌های متمایز خانهٔ آبشار هستند.

درست در زمانی که رایت تصمیم به ساخت خانه در محل مورد نظر گرفت، متوجهٔ مشکلات ساخت در آن ناحیه شد. محل حاشیهٔ شمالی رودخانهٔ بیرران به اندازهٔ کافی وسعت نداشت تا یک فونداسیون نرمال را برای ساختن خانه مورد نظر رایت فراهم آورد. گذشته از این مسئله او می‌بایست درخواست‌های مالک که تمایل به بازدید و بررسی آن منطقه داشت را نیز مدنظر قرار می‌داد. برنامه‌های کافمن برای پذیرایی از گروه‌های بزرگی از دوستان و برپایی مهمانی‌های بزرگ باعث شد که رایت بداند خانهٔ مذکور باید بزرگ‌تر از آنچه او برنامه‌ریزی و طراحی کرده بود باشد. همچنین خانم و آقای کافمن اتاق خواب‌های جداگانهٔ زیادی را می‌خواستند. بدین ترتیب که یک اتاق خواب برای پسر بزرگ‌شان و نیز اتاق‌هایی اضافه برای مهمانان می‌خواستند. راه‌حل رایت برای این مشکل و عدم فضای کافی وقتی آشکار شد که او تصمیم گرفت پایه‌ای اضافی را در ساختار این خانه بکار گیرد. طرح ساختاری برای خانهٔ آبشاری تحت نظر رایت و توسط همکاران مهندس وی (همان کسانی که مسئول ساختار ستون‌ها در طرح بسیار بحث‌برانگیز دیگر رایت با عنوان طرح فرم پذیر مرکز فرماندهی جانسون بودند) بنام‌های مندل گلیکمن و ویلیام وسلی پیترز اجرا شد.
برنامه‌های مقدماتی این پروژه برای تأیید کافمن در پانزدهم اکتبر سال ۱۹۳۵ به وی ارائه شد. پس از اینکه رایت بازدید دیگری را از زمین مذکور کرد به فراهم‌سازی یک تخمین با ارزش برای این کار پرداخت. در دسامبر ۱۹۳۵، معدن سنگ قدیمی غرب این پروژه دوباره بازگشایی شد تا بدین ترتیب سنگ مورد نیاز برای دیوارهای این خانه فراهم شود. رایت در طی دوران ساخت این خانه، بر خلاف دستیارش رابرت موشرکه به‌طور مدام ابه آن پروژه و زمین سر می‌زد، تنها به صورت دوره‌ای از آن محل بازدید می‌کرد. آخرین طرح‌های ترسیم شده توسط رایت در مارس ۱۹۳۶ با آغاز کار بر روی پل و نیز برای آغاز ساخت خانهٔ اصلی در آوریل ۱۹۳۶ اجرا شد.
خطوط اصلی عمودی و افقی بخش‌های متمایز از مشخصات بارز پروژهٔ خانهٔ آبشاری بودند. ساخت این خانه با درگیری بین رایت، کافمن و پیمانکاران این پروژه دچار بحران شد. مسئله ناخوشایند بر سر این موضوع بود که کافمن متوجهٔ تجربهٔ ناکافی رایت در بکارگیری بتن‌های جوشندار شد و پس از آن کافمن طرح بکارگیری ستون‌های پیش آمده را مطرح کرد که توسط طرح مقاومتی مهندسان مشاور بازبینی شد. طبق گزارش‌ها دریافتی، رایت مقصر اعلام شد و سریعاً از کافمن درخواست برگشت طرح‌های عملیاتی اش را کرد و اینطور بیان کرد که این پروژه تنها با بکارگیری طرح‌های اعمال شده وی شانس موفقیت خواهد داشت. پس از مدتی به دلیل به زیر خاک رفتن یکی از دیوارهای خانه، کافمن از کار خود و کنار گذاشتن طرح رایت پشیمان شد.
پس از بازدید مجدد زمین در ژوئن ۱۹۳۶ توسط رایت، او سنگ‌تراشی پل را رد کرد و اظهار کرد که «پل باید از نو ساخته شود.» رایت و تیمش تصمیم گرفتند به جای تیرهای ستون‌های پیش آمده در طبقات زیرین از تیرهای T شکل یکپارچه (از بالا به پائین) که از صفحات بتنی یک تکه ساخته شده بودند استفاده کنند که هر دو به صورت سقفی برای طبقه زیرین در نظر گرفته می‌شدند و در برابر فشار ساختمان مقاومتی را ایجاد می‌کردند.
یکی از پیمانکاران و مهندسان این طرح بنام والترهال محاسبات جداگانه‌ای را اعمال کرد و برای افزایش مقاومت ساختمان استدلال خود را بدین صورت ارائه داد که: باید در مادهٔ ستون‌های بتنی طبقهٔ اول از فولاد نیز استفاده کرد.
در حالی‌که برخی منابع اثبات کرده بودند هال جزء پیمانکارانی است که مقدار مقاومت ساختمان را تا دو برابر افزایش می‌دهد، رایت پیشنهاد وی را رد کرد. نسبت به دیگران اینبار کافمن از مهندسین مشاورش درخواست کرد که دوباره به بررسی و بازبینی طرح‌های ارائه شده مقاوم‌سازی رایت بپردازند و مقدار فولاد معین شده توسط رایت را نیز تا دو برابر افزایش دهند.
همچنین وقتی پیمانکاران در قالب‌بندی بتنی برای تیرهای پیش آمده هیچ راهکاری را اعمال نکردند تا از خمیدگی و انحراف ستون‌ها جلوگیری کنند، ستون‌های مذکور به طرز قابل ملاحظه‌ای خمش پیدا کردند. در این لحظه رایت به یاد پیشنهاد اضاف کردن فولاد بیشتر افتاد و موشر را فرا خواند.
با تأیید کافمن، مهندسان مشاور برای پیمانکاران طرحی را ترتیب دادند که طبق آن یک دیوار محافظ تحت ستون‌های دیوار اصلی برای تراس غربی کار گذاشته شود. وقتی‌که رایت در یکی از بازدیدهایش از این منطقه به این ایده پی برد از موشر خواست به‌طور محتاطانه‌ای لایه‌های سنگی طبقهٔ بالا را از نظر کیفیتی بهبود بخشد. وقتی‌که بعدها کافمن به آنچه انجام داده بود اعتراف کرد، رایت به او آنچه که موشر انجام داده بود را نشان داد و به این نکته اشاره کرد که ستون‌های جلویی برای ماه‌ها بدون حمایت دیوار اصلی و تحت تحمل بار سنگین مورد آزمایش قرار گرفتند. در اکتبر سال ۱۹۳۷ خانهٔ اصلی کامل شد.

## هزینه‌ها
هزینهٔ خانهٔ اصلی و نیز خانهٔ مهمانان هزینه‌ای برابر با ۱۵۵٬۰۰۰ دلار آمریکا را دربرداشت. بدین ترتیب که: خود خانه ۷۵٬۰۰۰ دلار، پایان کار و مبلمان خانه ۲۲٬۰۰۰ دلار، خانهٔ مهمان، گاراژ و محل سکونت خدمتکاران ۵۰۰۰۰ دلار و دستمزد معمار ۸٬۰۰۰ دلار هزینه را شامل شدند. از سال ۱۹۳۸ تا ۱۹۴۱ بیش از ۲۲٬۰۰۰ دلار صرف دیگر جزئیات این پروژه و نیز صرف تغییرات در سبک آهن آلات و نورپردازی شد.
هزینهٔ کلی این پروژه با در نظر گرفتن نرخ تورمات ۱۵۵٬۰۰۰ دلار محاسبه شد که این مقدار در سال ۲۰۱۳ برابر با ارزش تقریبی ۶٫۲ میلیون دلار بود. یکی از بازتاب‌های مرتبط با هزینه این پروژه در آن زمان این بود که، در سال ۲۰۰۹ تنها هزینهٔ ترمیم آن براب با ۴٫۱۱ میلیون دلار برآورد شد.

## سکونت گزیدن در خانهٔ آبشاری
خانهٔ آبشاری از سال ۱۹۳۷ تا سال ۱۹۶۳ خانهٔ تعطیلات خانوادگی کافمن در نظر گرفته شد. در سال ۱۹۶۳، کافمن کوچک این ملک را به کمیسیون نگهداری منابع طبیعی در غرب پنسیلوانیا اهدا کرد.
در سال ۱۹۶۴، ملک مذکور به عنوان موزه برای بازدید عموم بازگشایی شد. در مارس ۲۰۱۳ حدود ۵ میلیون نفر از این خانه بازدید کردند. علی‌رغم محل استقرار آن در گوشهٔ منطقهٔ دور افتاده‌ای از پنسیلوانیا، این خانه طبق اطلاعات منتشر شده در نشریات گوناگون هر ساله میزبان بیش از ۱۵۰٬۰۰۰ نفر بازدیدکننده می‌باشد.
جرکافمن سال‌ها بعد گفت: «رایت می‌دانست که تمامی انسان‌ها مخلوقات طبیعت‌اند، بنابراین طرح معماری که در طبیعت بنا شود و با طبیعت همنوایی داشته باشد مطابق با آنچه که انسان‌ها به آن تمایل نشان می‌دهند است. برای مثال اگرچه کل این خانهٔ آبشاری توسط نواره‌های پهن پنجره‌ها باز نگه داشته می‌شود، مردم درون آن کاملاً در امانند. انگار که در عمق یک غار جای گرفته‌اند، یعنی داشتن امنیت کامل در مفهوم تپه‌های پشت سرشان.

## سبک

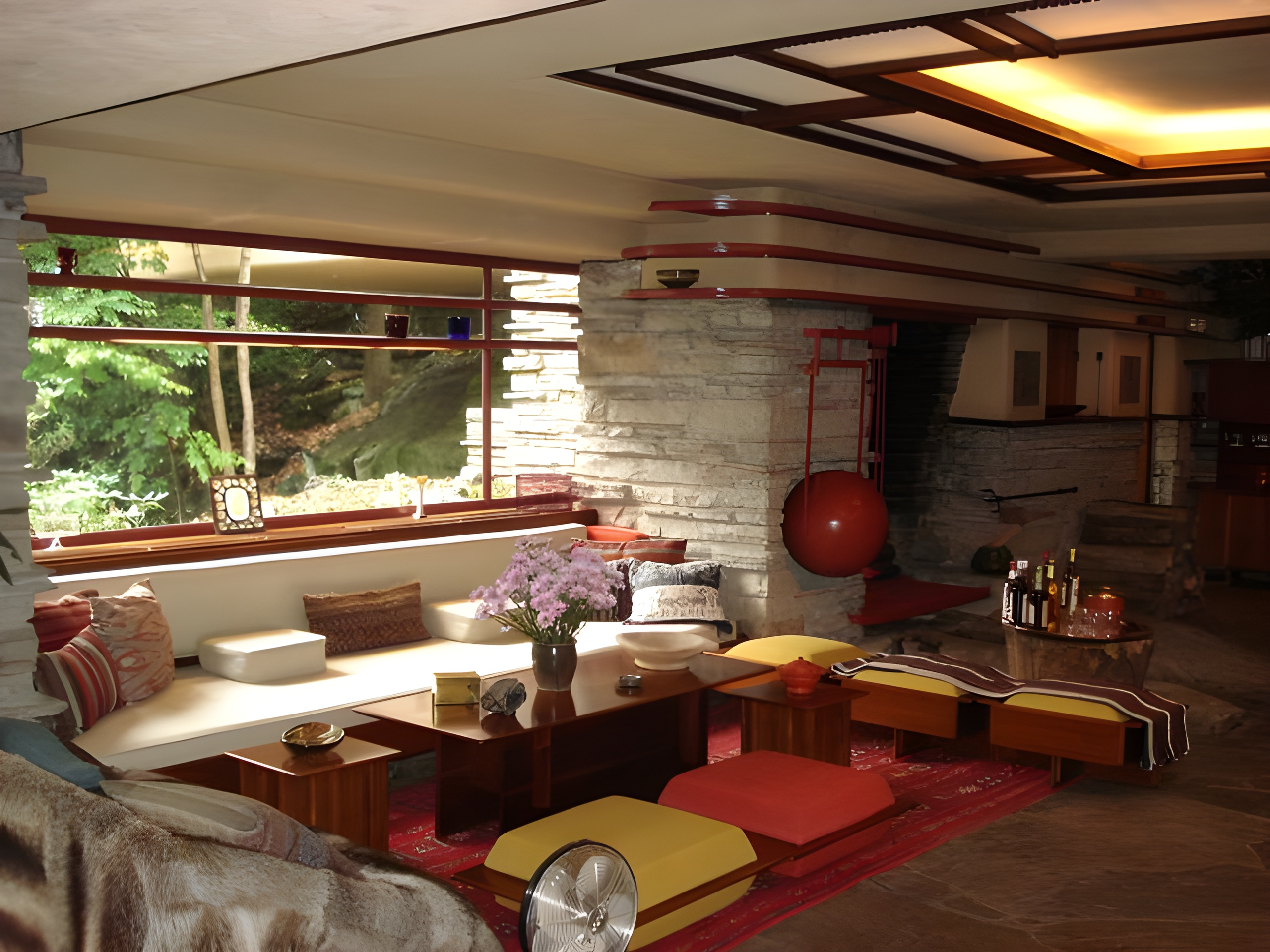
داخل خانهٔ آبشار یک قسمت با مبلمان طراحی شده توسط رایت

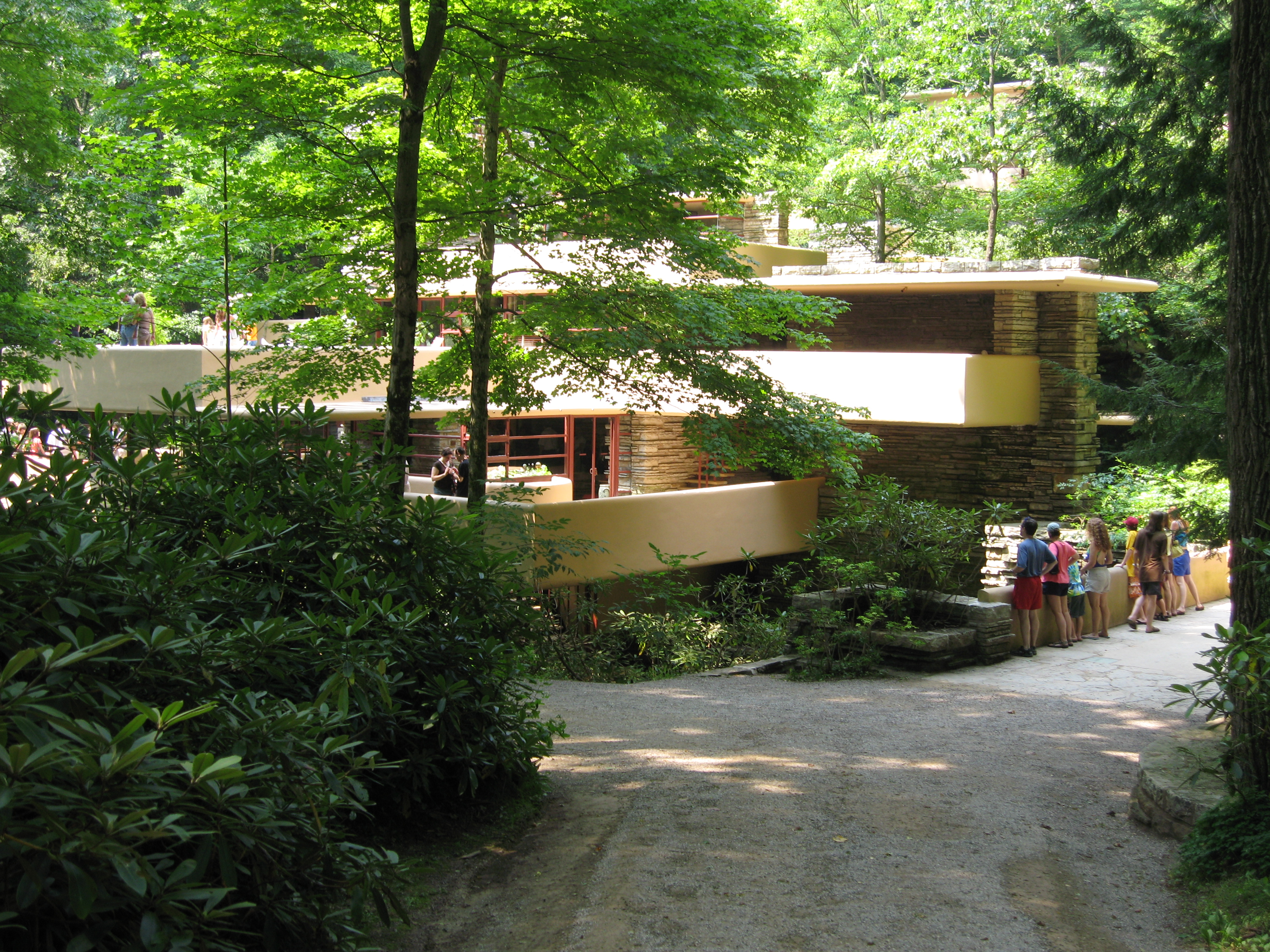
جلوی خانه برای ورود به خانهٔ آبشار

طرح داخلی این خانهٔ آبشاری یک ناحیه را برای نشستن شکل می‌داد، که این نیز توسط رایت برنامه‌ریزی شده بود.
خانه آبشاری به عنوان یکی از بزرگ‌ترین شاهکارهای رایت برای هر دو خاصیت پویایی‌اش و نیز برای پیوستگی و یکپارچگی‌اش به طرز قابل توجهی با محیط پیرامونش وفق داده شده بود. خانهٔ آبشاری به عنوان یک سبک معماری خاص از فلسفهٔ سازمانی و ذاتی رایت معرفی شد. اشتیاق و علاقهٔ شدید رایت به معماری ژاپنی به‌طور قابل ملاحظه‌ای در طرح خانهٔ آبشاری منعکس شد و به‌خصوص در اهمیت نفوذی سطوح خارجی و فضاهای درونی و تأکید شدید بر حفظ هارمونی میان انسان و طبیعت.
معمار ژاپنی معاصر بنام تادوا آندو این‌گونه نظرش را بیان می‌کند که: «من فکر می‌کنم رایت مهم‌ترین جنبهٔ معماری (یعنی همان طرز صحیح بکارگیری فضاها) را از ژاپنی‌ها یادگرفته‌است. وقتی‌که من از خانهٔ آبشاری در پنسیلوانیا بازدید کردم حس تشخیص و دقت فضایی یکسانی را حس کردم اما چیزی که توجه مرا به خود جلب کرد صداها و آواهای دل‌انگیز طبیعت بود که در آن خانه به خوبی شنیده می‌شدند.»
شرح نبوغ رایت در یکپارچه‌سازی تمامی جزئیات طرحش تنها در عکس‌های گرفته شده از این خانه قابل درک است.
این طرح که اساساً در طراحی منازل مسکونی شخصی کاربرد دارد؛ به‌خاطر ایجاد فضای بیشتر منطبق با سلیقهٔ مالکان باز مجبور به کنار زدن بخشی از طبیعت شد. معروفیت این خانه به دلیل مرتبط بودنش با زمین‌های اطرافش و قرارگرفتنش درست بالای آبشاری بود که تا پائین خانه جاری بود.
بخاری اصلی در اتاق نشیمن از تجمع سنگ‌های سائیده‌ای تشکیل می‌شد که در زمین آن منطقه و نیز برای ساخت سقف خانهٔ مذکور نیز از آن‌ها استفاده شده بود. لبهٔ سنگ‌ها که تا پائین زمین برآمدگی داشتند در امتداد کف اتاق نشیمن بدین خاطر بود تا این مکان هارمونی قابل توجهی را بین محیط خارج و داخل ایجاد کند.
رایت در ابتدا عقیده داشت که لبه‌ها باید همتراز با کف شوند، اما حالت ایجاد شده یکی از نقاط مورد علاقه خانواده کافمن بود؛ بنابراین آقای کافمن پیشنهاد کرد که «سنگ‌ها باید به همان شکل طبیعی خود باقی بمانند.» سنگ‌های کف صیقل داده شدند در حالی‌که قلب خانه از حالت صاف و دشت‌گونه خود درآمد تا تأثیر برآمدگی‌های صخره‌های خشک را که بر اثر طوفان به وجود آمده بودند را نشان دهد.
یکپارچگی با مد نظر قرار دادن جزئیات بسیط و کلی تا جزئیات ریز و فرعی اعمال شد. برای مثال، آنجا که شیشه‌ها روی دیواره سنگی نصب شدند از هیچ چارچوب فلزی استفاده نشد. شیشه‌ها و برش‌های عمودی آن‌ها در یک قسمت گود در میان سنگ‌کاری‌ها نصب شدند، بنابراین دیواره‌های سنگی با شیشه‌کاری (اعمال شده در برخی قسمت‌ها) به‌صورتی یکپارچه به نظر می‌رسیدند. از تیرک پیش آمده در اتاق نشیمن یک پلکان مستقیماً به سمت پائین و به طرف نهر زیر خانه امتداد داشت؛ و در فضای مرتبط که خانهٔ اصلی را به خانهٔ مهمانان و بخش خدمه وصل می‌کرد یک چشمهٔ آب چکان طبیعی در داخل برپا بود که پس از آن به سمت خارج کانال کشی شده بود. اتاق خواب‌ها کوچک بودند و بعضی از آن‌ها نیز سقفی کوتاه داشتند. مردم خارج از این خانه به طرف نقاط باز همچون: دالان‌ها، بالکن‌ها، و درب‌های خروجی (دور این خانه) حرکت می‌کردند و برخی نیز از سمت این خانه رانندگی و عبور می‌کردند تا از ورودی آبشار بیرران و صدای آبی که از آن چکه می‌کرد و از منظرهٔ زیبای خانه لذت ببرند. بخصوص در طول فصل بهار وقتی‌که برف‌ها آب می‌شدند و معمولاً دیواره‌های سنگی دارای کانی‌های طبیعی بودند و در زمانی که تیرهای تراس‌ها تقریباً همانند شکل صخره‌ها بودند؛ و در یک جمله زمانی که یک هارمونی کامل در طبیعت اطراف وجود داشت. این طرح پیوسته و گسترده تمامی پنجره‌ها و بالکن‌های دور تا دور ساختمان را شامل می‌شد. پلکان که از اتاق نشیمن تا نهر پائین خانه امتداد داشت (همان‌طور که در بالا نیز پیش‌تر به آن اشاره شد) برای شیشه‌ای افقی متحرک و در همنوایی با دیدگاه رایت، اگرچه از دیوارهٔ اصلی آبشار دور بود اما در کل قابل دسترسی بود. در دامنهٔ بالایی خانهٔ اصلی چهار طاقنمای بدون سقف وجود داشت که محل استقرار خدمتکاران و خانهٔ مهمانان بود. این ساختمان دورافتاده و متصل به ساختمان اصلی دو سال بعد با بکارگیری کیفیت یکسانی از مواد در رابطه با جزئیات خانهٔ اصلی ساخته شد. در قسمت محل سکونت مهمانان یک استخر کوچک شنا با فواره‌های آب و زهکش‌هایی به رودخانه زیرین ساخته شده بود.
پس از اینکه خانهٔ آبشاری برای بازدید عموم گشایش یافت، سه طاقنمای بدون سقف در مسیر خانه جرکافمن حصارکشی شد تا بازدیدکنندگان موزه بتوانند در آخر بازدیدشان از خانه‌ای که وگذار شده بود و با کمک راهنمای تور از کمیسیون پنسیلوانیای غربی منظره اطراف را نیز مشاهده کنند. کافمن کوچک داخل ساختمان را خود طراحی کرد تا به‌طرز خاصی متمایز از دیگر طرح‌های معماری داخلی رایت باشد.
طرح خانه آبشاری الهام گرفته از داستان وندام است که گفته شده بود در سال ۱۹۵۹ آلفرد در کوهستان راشمور سکونت گزید (فیلم هیچکاک بنام رفتن به شمال از راه شمال غرب).
رایت در ابتدا برنامه‌ریزی کرد تا این خانه را در محل سکونت طبیعی خود یعنی در یکی از روستاهای پنسیلوانیا بسازد. در حین انجام کار او رنگ‌های انتخابی خود برای طراحی این خانه را تنها به دو رنگ محدود کرد. رنگ‌های انتخابی وی این‌ها بودند: رنگ خاک سرخ روشن برای قسمت بتنی و یک نوع رنگ قرمز خاص (بنام چروکی) برای قسمت‌های فولادی.

## عملیات تعمیر و بازسازی

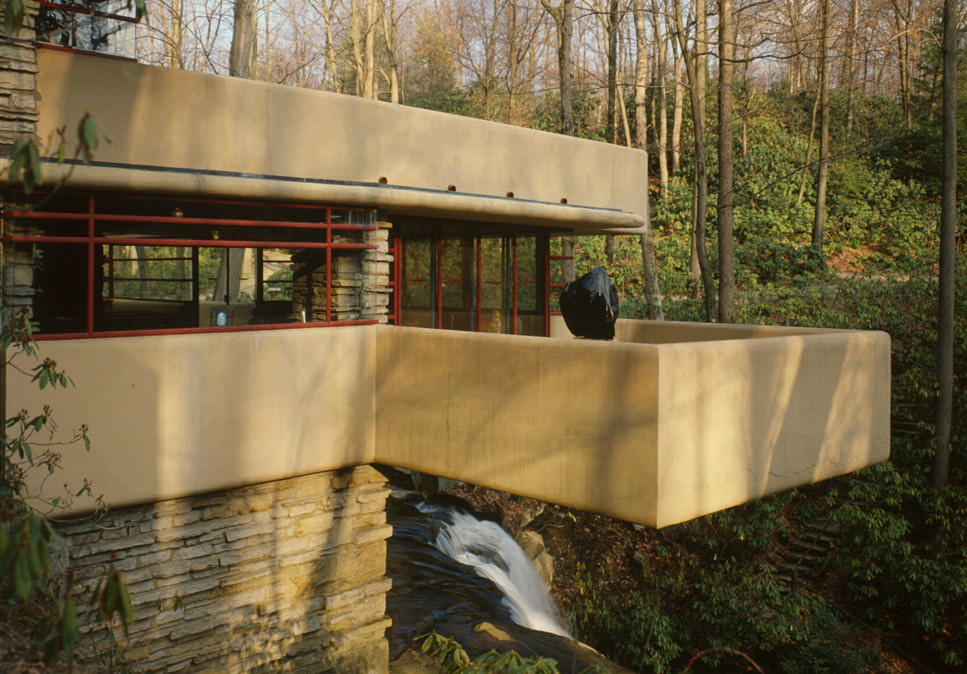
کنسولی در خانهٔ آبشار

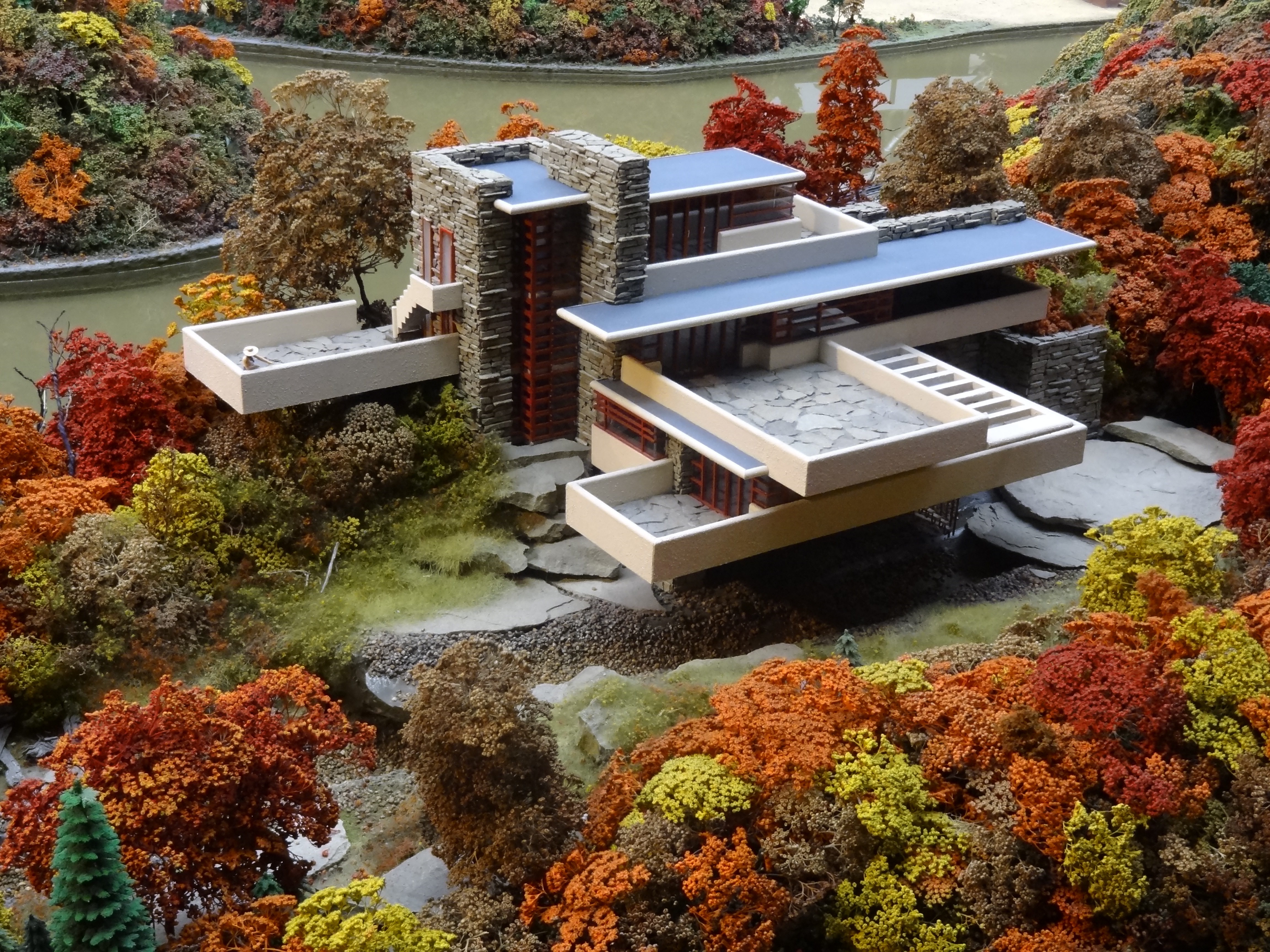
ماکت مینیاتوری از ساختمان خانهٔ آبشار در مینیاتور راه‌آهن و روستا، مرکز علوم کارنگی در پیتسبورگ

برای ستون پیش‌آمده در خانهٔ آبشاری کمیسیون پنسیلوانیای غربی یک برنامهٔ فشرده را برای نگهداری و تعمیر این خانهٔ آبشاری اجرا کرد. از سال ۱۹۸۸، طرح معماری پایه‌ای شهر نیویورک و تجارتخانهٔ مهندسی مسئول مکالمات در رابطه با تجهیز مواد مورد نظر برای خانهٔ آبشاری وارد عمل شدند. در طول این دوره شرکت مهندسی اقدام به بررسی اسناد اصلی ساخت ساختمان و گزارش‌ها تعمیر زیرمجموعه‌های آن و ارزیابی حالات و مشکلات و تجزیه و تحلیل مواد انتخابی کرد، که به طراحی دوباره سقف و استحکام قسمت‌های نشت سقف و تراس‌ها و بخصوص ترمیم لولاهای استیل اصل درب‌ها و پنجره‌ها و بازسازی دوباره قسمت‌های تخریب شده بتنی و نیز تعمیر بنایی و تجزیه و تحلیل رنگ‌های قبلی پایان کار و مخصوصاً رنگ‌های جدا شده از هم و دوباره رنگ‌زنی کرد و به طراحی روش‌های جدیدی برای تعمیر قسمت‌های بتنی و گچ کاری شده پرداخت و یک سیستم جدید را برای آغشته کردن قسمت‌های بتنی توسعه داد.
وجود محیطی مرطوب در اثر حرکت مستقیم و مداوم آب، ایجاد مشکل برای قسمت‌های قالب ریزی شده کرد. کافمن بزرگ گفته بود: «خانهٔ آبشاری یک ساختمان ۷ لایه در برابر تراوشات است و نام مستعار آن «فرای کپک زدن» می‌باشد.»
همچنین طبق کمبود رطوبت (در اثر گرمای آجرها) تراکم غشار زیرین سقف موضوعی جداگانه است.
سیستم ساختاری خانهٔ آبشاری شامل مجموعه‌ای از بتن تقویت شده وصل به بالکن‌ها بود که از همان ابتدا مشکلاتی را در پی داشت. خمیدگی گزارش شده از قسمت‌های بتنی مرتبط با هم زودتر از آنکه فرم آن روی دیگر بخش‌های ساختمان تأثیر سوء بگذارد مورد توجه قرار گرفت. این خمیدگی که هر لحظه بیشتر می‌شد در نهایت به اندازهٔ ۷ اینچ یا ۱۵ فوت رسید.
نسخهٔ مینیاتوری ساختمان آبشاری مذکور در MRRV، مرکز علوم کارنگی در پیترزبرگ می‌باشد.
در سال ۱۹۹۵، کمیسیون پنسیلوانیای غربی مطالعه‌ای را روی ساختارهای متصل به خانهٔ آبشاری آغاز کرد. مهندسان ساختار ستون خمیده را لحظه به لحظه مورد بررسی قرار دادند و مطالعات خود را با بکارگیری رادار در نقطهٔ اصلی این خمیدگی و با استفاده از کمیت فولادگذاری اجرا کردند. این‌ها نشان می‌دهند که براستی پیمانکار این پروژه عملیات فولادگذاری را طبق برنامهٔ رایت انجام داده‌است. با این وجود، خمیدگی مذکور هنوز به‌طور باور نکردنی در حال افزایش بود. در حقیقت در عملیات فولادگذاری هر دو ماده بتن و فولاد از دست رفته بودند. در نتیجه در سال ۱۹۹۷، بطود موقت شاه تیرهای افقی زیر این خمیدگی نصب شدند تا وزن آن را متحمل شوند.
در سال ۲۰۰۲، کل ساختار به‌طور اساسی با استفاده از آرماتورها تعمیر شد. بلوک‌ها به این تیرهای پیش آمده بتنی و تیرک‌های کف متصل شدند، و کابل‌های فولادی مستحکم شده از میان بلوک‌ها و دیوارهای بتنی خارجی عبور داده شدند و سپس کابل‌ها به وسیلهٔ جک محکم بسته شدند. سپس کف‌ها و دیوره‌ها تعمیر شدند، بدون اینکه کوچکترین تغییری در شکل ظاهری داخل و خارج این خانه آبشاری پدید آید. با این کار، عملیات پشتیبانی به اتمام رسید و تغییر شکل فرآیند خمیدگی متوقف شد.